# Smålandsstenar

Smålandsstenar est une localité de la commune suédoise de Gislaved du comté de Jönköping.
En 2019, la localité comptait 4 530 habitants.